# Código CAGE
O Código CAGE (do inglês, Commercial and Government Entity) é um identificador exclusivo atribuído a entidades que fornecem bens ou serviços para algumas agências governamentais ou militares.
Os Códigos CAGE são usados internacionalmente como parte do Sistema de Codificação da Organização do Tratatado do Atlântico Norte (NATO Codification System, NCS), onde às vezes são chamados de Códigos NCAGE. Os códigos CAGE são referenciados em vários bancos de dados do NCS, onde são usados junto com o número de identificação das peças fornecidas, permitindo que os usuários do NCS determinem quem fornece uma determinada peça.
As informações associadas às entidades - nome, endereço, números de telefone, etc. - estão catalogadas nos Manuais militares H4 e H8 dos Estados Unidos da América . O National Codification Bureau (NCB) de cada nação da OTAN  é responsável por manter as informações do código CAGE para entidades nesses respectivos países.
Nos EUA, qualquer organização que deseje ser fornecedora do Departamento de Defesa recebe um Código CAGE do Serviço de Informações de Logística de Defesa (Defense Logistics Information Service, DLIS), a organização que atua como NCB dos EUA. Entidade que tenha emitido um código CAGE devem renová-lo a cada cinco anos.
Nos metadados do NCS, o Número de Registro de Dados (Data Record Number, DRN) do código CAGE é 9250; as informações listadas sob este DRN especificam a semântica do CAGE, sua sintaxe e os procedimentos associados a ele.

## Sintaxe
Os códigos CAGE têm cinco caracteres. Não há nenhum significado codificado no próprio código, além do NCB responsável, sendo meramente um identificador único. O Quadro de Códigos fornecido pelo comité AC/135 da OTAN fornece a sintaxe dos códigos CAGE em vários países.
| País                   | Código | Afiliação | Início      | Fim |
| ---------------------- | ------ | --------- | ----------- | --- |
| OTAN                   |        |           | I ou S ou X | #   |
| Albânia                | AL     | Membro    | A           | H   |
| Bélgica                | BE     | Membro    | B           | #   |
| Bulgária               | BG     | Membro    | #           | U   |
| Canadá                 | CA     | Membro    | # or L      | #   |
| Croácia                | HR     | Membro    | A           | B   |
| República Checa        | CZ     | Membro    | #           | G   |
| Dinamarca              | DK     | Membro    | R           | #   |
| Estónia                | EE     | Membro    | #           | J   |
| França                 | FR     | Membro    | F or M      | #   |
| Alemanha               | DE     | Membro    | C or D      | #   |
| Grécia                 | GR     | Membro    | G           | #   |
| Hungria                | HU     | Membro    | #           | V   |
| Islândia               | IS     | Membro    | S           | #   |
| Itália                 | IT     | Membro    | A           | #   |
| Letônia                | LV     | Membro    | A           | D   |
| Lituânia               | LT     | Membro    | #           | R   |
| Luxemburgo             | LU     | Membro    | B           | #   |
| Países Baixos          | NL     | Membro    | H           | #   |
| Noruega                | NO     | Membro    | N           | #   |
| Polônia                | PL     | Membro    | #           | H   |
| Portugal               | PT     | Membro    | P           | #   |
| Romênia                | RO     | Membro    | #           | L   |
| Eslováquia             | SK     | Membro    | #           | M   |
| Eslovênia              | SI     | Membro    | #           | Q   |
| Espanha                | ES     | Membro    | #           | B   |
| Turquia                | TR     | Membro    | T           | #   |
| Reino Unido            | GB     | Membro    | U or K      | #   |
| Estados Unidos         | US     | Membro    | #           | #   |
| Afeganistão            | AF     | Nível 1   | A           | Q   |
| Argentina              | AR     | Nível 1   | W           | #   |
| Bósnia e Herzegovina   | BA     | Nível 1   | A           | U   |
| Brunei                 | BN     | Nível 1   | A           | V   |
| Chile                  | CL     | Nível 1   | A           | A   |
| Colômbia               | CO     | Nível 1   | A           | Z   |
| Egito                  | EG     | Nível 1   | #           | D   |
| Geórgia                | GE     | Nível 1   | A           | R   |
| Índia                  | IN     | Nível 1   | #           | Y   |
| Indonésia              | ID     | Nível 1   | #           | Z   |
| Israel                 | IL     | Nível 1   | #           | A   |
| Japão                  | JP     | Nível 2   | J           | #   |
| Jordânia               | JO     | Nível 1   | A           | X   |
| Kuwait                 | KW     | Nível 1   | A           | K   |
| Macedônia do Norte     | MK     | Membro    | A           | C   |
| Montenegro             | ME     | Membro    | A           | W   |
| Marrocos               | MA     | Nível 1   | A           | M   |
| Omã                    | OM     | Nível 1   | A           | E   |
| Papua-Nova Guiné       | PG     | Nível 1   | A           | P   |
| Peru                   | PE     | Nível 1   | A           | Y   |
| Filipinas              | PH     | Nível 1   | #           | P   |
| Arábia Saudita         | SA     | Nível 1   | #           | E   |
| Sérvia                 | RS     | Nível 1   | A           | S   |
| África do Sul          | ZA     | Nível 1   | V           | #   |
| Suécia                 | SE     | Nível 1   | A           | N   |
| Tailândia              | TH     | Nível 1   | #           | C   |
| Tonga                  | TO     | Nível 1   | #           | T   |
| Ucrânia                | UA     | Nível 1   | A           | J   |
| Emirados Árabes Unidos | AE     | Nível 1   | #           | W   |
| Austrália              | AU     | Nível 2   | Z           | #   |
| Áustria                | AT     | Nível 2   | #           | N   |
| Brasil                 | BR     | Nível 2   | #           | K   |
| Finlândia              | FI     | Nível 2   | A           | G   |
| República da Coreia    | KR     | Nível 2   | #           | F   |
| Malásia                | MY     | Nível 2   | Y           | #   |
| Aotearoa/Nova Zelândia | NZ     | Nível 2   | E           | #   |
| Federação Russa        | RU     | Nível 2   | A           | F   |
| Singapura              | SG     | Nível 2   | Q           | #   |
| Fiji                   | FJ     | Outro     | #           | S   |
| Paquistão              | PK     | Outro     | A           | T   |